# リビアサッカー連盟
リビアサッカー連盟（リビアサッカーれんめい、アラビア語: الاتحاد الليبي لكرة القدم, 英語: Libyan Football Federation, 略称: LFF）は、リビアにおけるサッカー運営団体である。リビア・プレミアリーグの主催や、サッカーリビア代表の組織などを行う。

## 概要
2011年リビア内戦の間も、協会はナショナルチームの試合を続行させた。そのような中で、アフリカネイションズカップ2012予選では、9月3日にエジプトの首都カイロにある中立地帯で、男子代表がモザンビーク代表と試合を行う事を決定し、1-0で勝利を収め本選出場を決定させた。代表選手は白いユニホームを着用し、リビア国民評議会の赤・緑・黒の国旗をアンダーシャツとして映し出した。